# Kronobergs försvarsområde
Kronobergs försvarsområde (Fo 16) var ett försvarsområde inom svenska armén som verkade i olika former åren 1942–1997. Försvarsområdesstaben var förlagd i Växjö garnison i Växjö.

## Historia
Kronobergs försvarsområde bildades den 1 oktober 1942 som Växjö försvarsområde och var direkt underställd militärbefälhavaren för I. militärområdet. Från den 1 januari 1947 omfattade försvarsområdet geografiskt Kronobergs län och Jönköpings län. Det efter att Jönköpings försvarsområde (Fo 12) upphörde som egen myndighet och uppgick i Växjö försvarsområde (Fo 16). Vid samma tid fick även Växjö försvarsområde gemensam stab och försvarsområdesbefälhavare med Kalmar försvarsområde (Fo 18), vilket i praktiken innebar en försvarsområdesbefälhavare för de tre länen i Småland.
I samband med OLLI-reformen, vilken genomfördes inom försvaret åren 1973–1975, föreslogs att Kalmar/Växjö försvarsområde (Fo 18/16) med stab i Kalmar skulle delas i tre självständiga försvarsområden, Kronobergs försvarsområde (Fo 16), Jönköpings försvarsområde (Fo 17) och Kalmar försvarsområde (Fo 18). Dock kom staben för Kalmar försvarsområde fortsatt bli gemensam med staben för Växjö försvarsområde. Dessa två försvarsområdesstaber sammanslogs med Kronobergs regemente, vilket från den 1 juli 1974 bildade försvarsområdesregementet I 11/Fo 16/18. Detta medförde att Kronobergs regemente blev ett A-förband (försvarsområdesregemente). Inom Växjö försvarsområde, som antog namnet Kronobergs försvarsområde, var Kronobergs regemente ensamt förband. Inom ett försvarsområde tillfördes A-förbanden det samlade mobiliserings- och materialansvaret och B-förband svarade endast som ett utbildningsförband.
Den 1 juli 1990 avskiljdes försvarsområdesstaben för Kalmar försvarsområde och bildade en självständig stab i Kalmar. Inför försvarsbeslutet 1996 föreslogs en ny försvarsområdesindelningen, vilket innebar att fyra försvarsområdesstaber inom Södra militärområdet (Milo S) skulle avvecklas senast den 31 december 1997. De tre staber som föreslogs för avveckling återfanns i Borås, Kalmar, Växjö och Ystad. Gällande staberna i Växjö och Kalmar föreslogs de tillsammans med staben i Eksjö att bilda ett gemensamt försvarsområde.
Den 31 december 1997 upplösts och avvecklades Kronobergs försvarsområde och uppgick den 1 januari 1998 tillsammans med Kalmar försvarsområde (Fo 18) i Jönköpings försvarsområde (Fo 17) som samtidigt antog namnet Smålands försvarsområde (Fo 17), det i syfte för att tydliggöra att det omfattade de samtliga tre länen inom landskapet Småland. Som stöd till hemvärn och frivilligverksamheten inom före detta Kronobergs försvarsområde bildades försvarsområdesgruppen Kronobergsgruppen.

## Förläggningar och övningsplatser
När försvarsområdet bildades förlades staben till Kungsgatan 13 i Växjö. Genom den omorganisation som gjorde av försvarsområdena 1947, så kom staben att omlokaliseras till Norrgård Norra vägen 49 i Kalmar. När staben blev en del av Kronobergs regemente kom den att omlokaliseras till Växjö den 1 juli 1974. I Växjö var den samlokaliserad med staben för Kronobergs regemente. Från 1 juli 1992 flyttades staben till den gamla sjukhusbyggnaden där den blev kvar fram till den 31 december 1997.

## Förbandschefer
Förbandschefen titulerades försvarsområdesbefälhavare och fick i samband med OLLI-reformen tjänstegraden överste 1. graden.

- 1942–1946: Överste Börje Gustaf Wickbom
- 1947–1953: Överste Carl Björkman
- 1953–1960: Överste Åke Grahnberg
- 1960–1961: Överste Nils-Ivar Carlborg
- 1961–1966: Överste Fred Ljunggren
- 1966–1967: Överste Valter Thomé
- 1967–1973: Överste Bo Lüning
- 1973–1977: Överste 1. graden Bertil Malgerud
- 1977–1980: Överste 1. graden Per-Hugo Winberg
- 1980–1983: Överste 1. graden Sven Skeppstedt
- 1983–1988: Överste 1. graden Finn Werner
- 1988–1989: Överste 1. graden Björn Swärdenhem
- 1989–1992: Överste 1. graden Leif Fransson
- 1993–1993: Överste Inge Lennart Sandahl (Tf.)
- 1993–1997: Överste 1. graden Jan Henrik Edvard Hyltén-Cavallius

## Namn, beteckning och förläggningsort
| Växjö försvarsområde                                 | 1942-10-01 | – | 1974-06-30 |
| Kronobergs försvarsområde samt Kalmar försvarsområde | 1974-07-01 | – | 1990-06-30 |
| Kronobergs försvarsområde                            | 1990-07-01 | – | 1997-12-31 |

| Fo 16    | 1942-10-01 | – | 1974-06-30 |
| Fo 16/18 | 1974-07-01 | – | 1990-06-30 |
| Fo 16    | 1990-07-01 | – | 1997-12-31 |

| Växjö garnison (F)  | 1942-10-01 | – | 1946-12-31 |
| Kalmar garnison (F) | 1947-01-01 | – | 1974-06-30 |
| Växjö garnison (F)  | 1974-07-01 | – | 1997-12-31 |